# Florian Aaron

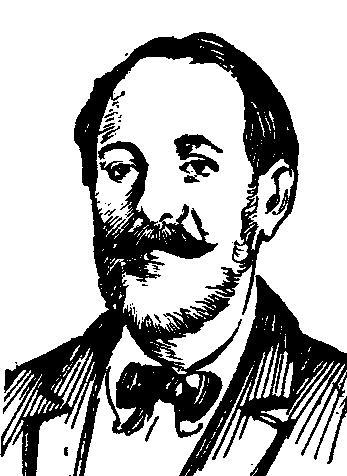
Florian Aaron

Florian Aaron (* 21. Januar 1805 in Rod, Kreis Sibiu; † 12. Juli 1887 in Bukarest) war ein rumänischer Journalist, Historiker, Romanist, Rumänist und Lexikograf.

## Leben
Aaron studierte in Sibiu, Blaj und Budapest. Dann lehrte er in Craiova,  Golești Kreis Vrancea, lange Jahre am Kollegium St Sava in Bukarest und schließlich an der 1864 gegründeten Universität Bukarest.
Mit Gheorge (Georg) Hill gründete er 1837 in Bukarest u. d. T. „România“ die erste rumänische Tageszeitung in der Großen Walachei (sie erschien allerdings nur vom 20. bis zum 31. Dezember).
Mit Petrache Poenaru (Poyenar) und Gheorghe Hill erstellte er 1840 ein frühes französisch-rumänisches Wörterbuch durch Übersetzen ins Rumänische des Dictionnaire de l’Académie française von 1835.

## Werke
- Idee repede de istoria Prințipatului Țării Românești, 3 Bde., Bukarest 1835–1838 (Überblick über die Geschichte des Fürstentums Walachei)
- (mit Petrache Poenaru und Georg Hill) Vocabulaire français-valaque d'après la dernière édition du dictionnaire de l'Académie Française, augmenté de plusieurs autres mots par P. Poyenar, Directeur des écoles nationales, F. Aaron et G. Hill, Professeurs du Collège St Sava. Vocabularulu frantezo-romanesc, 2 Bde., Imprimerie du Collège St. Sava, Bukarest 1840–41 (824+836 Seiten)